# بازگشت به جزیره اسرارآمیز ۲
بازگشت به جزیره اسرارآمیز ۲ یک بازی ماجراجویی بر پایه رمان جزیره اسرارآمیز ژول ورن برای مایکروسافت ویندوز و اپل مکینتاش می‌باشد. این بازی دنباله بازی بازگشت به جزیره اسرارآمیز است. بازی در سال ۲۰۰۹ (میلادی) بوسیله Kheops Studio توسعه داده و بوسیله Microïds منتشر شد.